# Бікфалеу
Бікфалеу (рум. Bicfalău) — село у повіті Ковасна в Румунії. Входить до складу комуни Озун.
Село розташоване на відстані 147 км на північ від Бухареста, 13 км на південний схід від Сфинту-Георге, 23 км на північний схід від Брашова.

## Населення
За даними перепису населення 2002 року у селі проживали 379 осіб.
Національний склад населення села:
| Національність | Кількість осіб | Відсоток |
| -------------- | -------------- | -------- |
| угорці         | 358            | 94,5%    |
| румуни         | 21             | 5,5%     |

Рідною мовою назвали:
| Мова      | Кількість осіб | Відсоток |
| --------- | -------------- | -------- |
| угорська  | 359            | 94,7%    |
| румунська | 20             | 5,3%     |